# A lakatlan sziget (opera)
A lakatlan sziget Joseph Haydn 1779. december 6-án, Eszterházán bemutatott kétfelvonásos operája.

## Az opera története
A lakatlan sziget című operát állítólag Luigia Polzelli énekesnő ihlette, a cím egyes feltevések szerint Luigia magányos szívére utal, aki egy nála sokkal idősebb férj oldalán kénytelen élni. Silvia szerepét maga Haydn tanította be az énekesnőnek, de annak produkciója minden fáradozása ellenére sem nyerte meg a herceg tetszését. 1779. november 8-án már javában folytak az opera bemutatójának előkészületei, amikor tűz ütött ki a kastély báltermében, és az operaház is alkalmatlanná vált az előadásokhoz. Azonban a herceget ez sem tántorította el: az operatársulatot átköltöztette egy, a marionettszínházhoz közel eső, épen maradt épületbe, és utasította őket, hogy folytassák a próbákat. Végül a kényszerű, szűk játszóhelyen is színpadra tudták állítani az operát, ugyanis az mindössze kétfelvonásos, és egyetlen helyszínen játszódik.
Mivel a nyitány egy részletét kivéve nem maradt fenn a partitúra autográf példánya, valószínűsíthető, hogy a fent említett körülmények között bemutatott opera végül mégsem volt azonos azzal, amit eredetileg bemutatni szándékoztak. Egy 1858-as könyvtári bejegyzés szerint az opera kézirata megsemmisült a tűzvészben. Az mindenesetre biztos, hogy A lakatlan szigetet (vagy annak kisebb-nagyobb részben újraírt változatát) a herceg neve napján adták elő. Aztán előkerült a darabnak egy 1781-es keltezésű kézirata (amit ma Washingtonban őriznek), illetve két eszterházi másolata is (ezek ma Torinóban és Weimarban lelhetők fel).
Eszterházán mindössze kétszer játszották az operát, majd később 1785-ben koncertszerűen Bécsben, egy évvel később pedig Berlinben. Haydn 1802-ben Otto Heinrich Schaum német szövegére átdolgozta az operát, Die wüste Insel címmel. Írt hozzá egy új záró kvartettet, illetve kihúzott belőle néhány zenekari részletet. A német nyelvű változat bemutatójára 1809-ben került sor Bécsben. 
Az opera zenéje annyiban mutat eltérést a korábbi Haydn-operáktól, hogy az áriákat ez esetben accompagnato recitativók kötik össze, egy helyütt pedig (Gernando egyik második felvonásbeli áriájában) kiemelkedő szerepet kapott a virtuóz hegedűszóló. A zene korántsem könnyed, inkább érzelmes-melankolikus.

## Az opera szereplői
| Szereplő                    | Hangfekvés |
| --------------------------- | ---------- |
| Costanza, Gernando felesége | szoprán    |
| Silvia, Costanza húga       | szoprán    |
| Gernando, Costanza férje    | tenor      |
| Enrico, Gernando barátja    | bariton    |

## Az opera cselekménye

### I. felvonás
Costanza tizenhárom éve tengeti húgával az életét egy lakatlan szigeten, ahol egy hajótörés után vetődtek partra. Gernando és Enrico is velük volt, de őket később elrabolták a kalózok, így a két nő magára maradt. Costanza nem tudja, pontosan mi is történt férjével, így azt hiszi, hogy Gernando elhagyta őt. Silvia vidám természetével mindent elkövet, hogy felderítse komor nővérét, akinek már az öngyilkosság is megfordult a fejében. Minden igyekezete ellenére azonban Costanza egyre csak búslakodik. Ekkor hirtelen egy hajó tűnik fel a láthatáron, Gernando és Enrico szállnak partra. Azért tértek vissza kíséretükkel, hogy felkeressék hátra maradt szeretteiket, vagy ha már nem élnek, hazaszállítsák földi maradványaikat. Silvia pillantja meg őket először, de elrejtőzik előlük. Az idegenek érkezése örömet ébreszt benne, de nem ismeri fel bennük nővére férjét és annak barátját. Gernando meg van róla győződve, hogy ezen a szigeten szenvedtek kedvesével hajótörést több mint tíz évvel ezelőtt. Feleségéhez végig hű maradt és ma is szenvedélyesen szereti az asszonyt.

### II. felvonás
A két férfi a szigeten kutatva rábukkan egy kiugró sziklahasadékba vésett feliratra: „Elhagyatva a hűtlen Gernondótól, e kietlen partszakaszon töltötte napjait Costanza. Utazó, ha szíved nem oly bátor, mint egy tigrisé, s megbosszulni nem is tudsz, legalább sajnáljál…”. Ebből Gernando először arra következtet, hogy felesége már nem él, de Enrico felfigyel rá, hogy a felirat nincs befejezve. Így lehetséges, hogy Costanza és testvére nem halt meg, hanem sikerült elmenekülniük. Gernando úgy dönt, hogy a szigeten marad és felesége emlékének szenteli hátralévő életét, de barátját arra ösztönzi, hogy térjen haza, és legyen idős édesapja támasza. Enrico azonban nem engedi, hogy barátja önkéntes száműzetésbe vonuljon: megparancsolja a matrózoknak, hogy kötözzék meg, és erőszakkal vigyék vissza a hajóra. Miután a tengerészek eltávoznak Gernandóval, Enrico megpillantja Silviát. A lány megrémül, de a férfi hamar megnyugtatja, majd Costanzáról kezd el érdeklődni. Megtudja, hogy az asszony él. Azonnal barátjához indul a jó hírrel. Közben Gernondo kiszabadult és visszatért a szigetre. Visszamegy a kősziklához, ahol a feliratot találta. Itt rátalál Costanzára, aki a viszontlátás nem várt örömétől elájul. Közben megjelennek a matrózok és Enrico. Sikerül magához téríteniük Costanzát, férj és feleség kölcsönösen tisztázzák a félreértést, s közben Silvia és Enrico is egymásra találnak.

## Hangfelvételek
Costanza – Norma Lerer, Silvia – Linda Zoghby, Gernando – Luigi Alva, Enrico – Renato Bruson. Közreműködik: a Lausanne-i Kamarazenekar, vezényel Doráti Antal. A felvétel helye és ideje: Epalinges (Svájc), Grande Salle, 1977. május. A kiadás éve: 1993. Philips 432 427-2, 2 CD ADD Stereo